# Иммиграционное соглашение Квебек-Канада
Иммиграционное соглашение Квебек-Канада (фр. L'Accord Canada-Québec) — юридическое соглашение, разграничившее полномочия по контролю над иммиграцией между федеральным правительством Канады и провинцией Квебек. Предоставило провинции право отбора иммигрантов согласно требованиям провинции. Соглашение было подписано в 1991 г., позднее подобные соглашения подписали и другие провинции — Британская Колумбия и Манитоба.

## Содержание
Договоренность предоставляет правительству Квебека исключительное право выбора иммигрантов и беженцев, которым выдают «Квебекский сертификат миграционного отбора». Федеральные власти Канады контролируют только выдачу фактической визы после сдачи медицинских справок и криминальной истории.
Соглашением также предусмотрело выделение 196 миллионов канадских долларов ежегодно на обучение иммигрантов французскому языку. Доля Квебека в бюджете языкового обучения была существенно выше 16,5 %, которые составили иммигранты в Квебек от всей иммиграции в Канаду в 2005 году. Дополнительные 90 миллионов планируется выдать к 2009 году.

## Результаты
Соглашение имело благоприятные результаты для сохранения и развития французского языка в Квебеке. В провинции, где единственным официальным с 1977 года является французский язык, языковые преференции аллофонов начали быстро сдвигаться в сторону французского языка именно после введения соглашения. Если в начале 70-х франкофоны составляли лишь около 20 % аллофонов, а доля англофонов достигала 80 %, то по данным переписи 2006, 75 % иммигрантов склонны к переходу на французский, а английскому отдают предпочтение 25 %, а по данным последней переписи 2016, 62,5 % иммигрантов склонны к переходу на французский, а английскому отдают предпочтение 33,1 %. Подобный сдвиг во многом объясняется тем что власти провинции отдают предпочтение иммигрантам из франкоязычных и, шире, романоязычных стран, жители которых по прибытии в Канаду либо уже владеют французским (Франция, Алжир, Гаити, Камерун), либо более склонны к его углубленному изучению (Румыния, Колумбия, Мексика, Бразилия).